# グバドル
グバドル（アゼルバイジャン語: Qubadlı、発音:  (listen)）はアゼルバイジャンのグバドル県にある町である。

## 歴史

### 占領
ナゴルノ・カラバフ戦争中の1993年8月31日にアルメニア軍に占領され、自称アルツァフ共和国のカシャタグ地区の一部として統治されていた。この間、当初はサナサル（アルメニア語: Սանասար）、後にカシュニク（アルメニア語: Քաշունիք）と改名された。

### アゼルバイジャンによる奪還
2020年ナゴルノ・カラバフ紛争に関連して、アゼルバイジャンのイリハム・アリエフ大統領は、2020年10月25日にアゼルバイジャン軍が町を奪還したと発表した。その後、アゼルバイジャン軍の町への駐留を裏付けるビデオが公開され、第三者機関によって検証された。

## 著名な出身者
- チンギス・イルディリム - アゼルバイジャンSSR軍事・海軍人民委員長（1920年）[6]
- ワシリー・アリエフ - アゼルバイジャンの国民的英雄[7]
- ニヤマディン・パシャイェフ（英語版） - テコンドーの世界およびヨーロッパチャンピオン[8]
- ゲイダル・マメダリエフ - レスリングの世界チャンピオン、 2004年アテネオリンピック銀メダリスト
- シュクル・ハミドフ（英語版） - アゼルバイジャンの国民的英雄

## ギャラリー

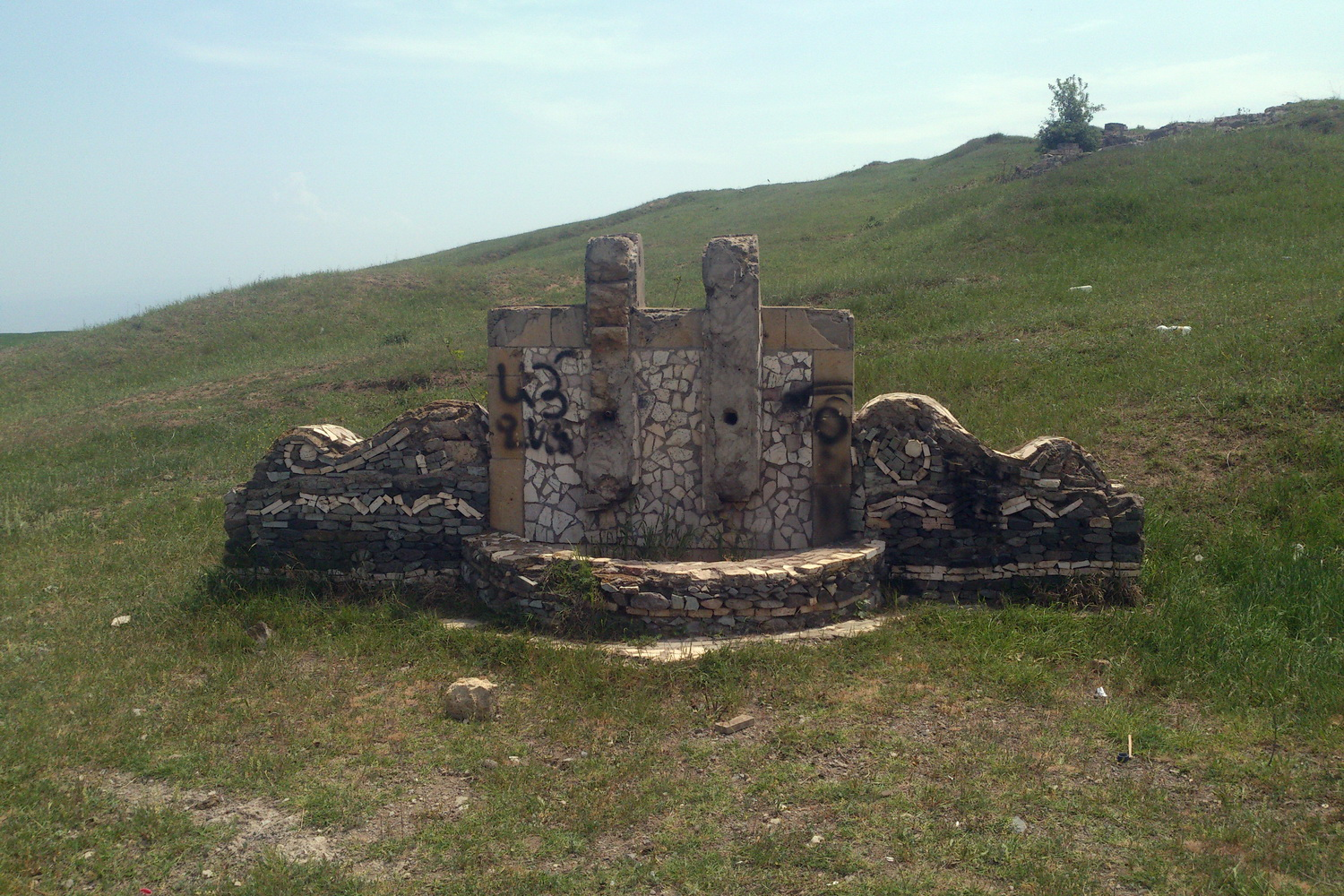
グバドル慰霊の泉